# Гулевцы (Белогорский район)
Гулевцы (укр. Гулівці) — село в Белогорском районе Хмельницкой области Украины.
Население по переписи 2001 года составляло 527 человек. Почтовый индекс — 30207. Телефонный код — 3841. Занимает площадь 0,205 км². Код КОАТУУ — 6820381501.

## Местный совет
30207, Хмельницкая обл., Белогорский р-н, с. Гулевцы, ул. Мира, 14